# Laurentine Mbede
Laurentine Mbede, de son nom de naissance Laurentine Koa Mfegue, est une femme politique camerounaise. Elle est députée à l'Assemblée nationale du Cameroun depuis 2012. Elle est membre de la commission des affaires étrangères.

## Biographie
Laurentine Mbede est née au Cameroun. Elle est issue de la communauté Mvog Fouda.

### Carrière politique
Laurentine Koa Mfegue est une militante du RDPC. Elle commence sa carrière politique au sein du conseil municipal[Où ?].
En 2002, elle est élue maire de la commune de Soa, située dans le département de la Mefou-et-Afamba, dans la région du Centre au Cameroun à l'issue des élections municipales de 2002. Elle intègre l'Assemblée Nationale du Cameroun lors de la IXe législature en juin 2012. A l'assemblée nationale, elle est membre active de la commission des affaires étrangères et continue d'exercer ses fonctions au sein de cette commission jusqu'en 2024. 
Le 10 mars 2020, Laurentine Mbede reçoit le titre honorifique de doyenne d'âge lors de l'ouverture de la session de plein droit de cette institution,. 
Au delà de son investissement dans le sphère politique, elle milite pour que les femmes s'implique davantage dans les affaires de la gestion de la cité notamment à travers le projet Démocratie aux féminins, un évènement qui à rassembler une multitude des femmes venant de tous les horizons du pays.
En mars 2024, elle fait une sortie très remarquée lors de son discours d'ouverture de la première session parlementaire de l’année dans lequel elle critique ouvertement les députés et leur reproche leur inertie et l’absentéisme entre autres,. 

### Vie personnelle
En 1971, elle épouse Joseph Mbede professeur et ancien ministre de la santé. De cette union sont nés six enfants. Son époux décède le 19 mars 2019.